# Giuseppe Consolo
Giuseppe Consolo (Napoli, 6 settembre 1948 – Roma, 20 luglio 2024) è stato un politico italiano.

## Biografia

### Origini e formazione
Nato a Napoli, visse a Roma.
Laureato in giurisprudenza nel 1970 con 110 e lode all'Università di Catania, fu avvocato cassazionista dal 1988, giornalista pubblicista dal 1975, e professore associato di diritto costituzionale nella facoltà di giurisprudenza della LUISS Guido Carli.
Negli anni Sessanta praticò nuoto agonistico, classificandosi tra i primi dieci nuotatori italiani nella categoria dorso.
Fu Grande Ufficiale dell'Ordine al Merito della Repubblica Italiana (Decreto 2 giugno 1992).

### Carriera politica
Alle elezioni politiche del 2001 fu eletto senatore nel collegio uninominale di Roma-Primavalle per la Casa delle Libertà, in rappresentanza di Alleanza Nazionale.
Fu membro della II Commissione permanente (Giustizia), membro del Comitato permanente per i procedimenti di accusa, membro della Commissione parlamentare d'inchiesta sull'affare Telekom-Serbia, capogruppo di Alleanza Nazionale nella Giunta delle elezioni e delle immunità parlamentari. Inoltre, all'inizio del mese di ottobre dello stesso 2001, presentò un disegno di legge per abbassare l'età dell'imputabilità a 12 anni.
Nel 2002, durante la votazione per il DDL Cirami, venne sorpreso a votare anche per un collega assente al banco ma presente in Aula, venendo subito fotografato.
Nel 2006 fu eletto alla Camera dei deputati per Alleanza Nazionale, nella circoscrizione Lazio 1.
Fu componente della Giunta delle Elezioni della Camera dei deputati, del Comitato permanente per l'incompatibilità della Camera dei deputati, della Commissione della Giustizia della Camera dei deputati.
Sempre nel 2006 risultò essere il senatore con la più alta dichiarazione dei redditi, dopo Berlusconi.
Il 18 gennaio 2006 la Gazzetta Ufficiale della Repubblica Italiana pubblicò la Legge 09/01/2006 n. 7, recante “Disposizioni concernenti la prevenzione e il divieto delle pratiche di mutilazione genitale femminile”, diffuse ormai da lungo tempo anche e soprattutto in Italia.
In attuazione degli articoli 2, 3 e 32 della Costituzione della Repubblica Italiana e di quanto sancito dalla Dichiarazione e dal Programma di azione adottati a Pechino il 15 settembre 1995 nella Quarta Conferenza mondiale delle Nazioni Unite sulle Donne, la Legge Consolo(dal nome dell'On. Giuseppe Consolo, proponente e primo firmatario), detta “le misure necessarie per prevenire, contrastare e reprimere le pratiche di mutilazione genitale femminile quali violazioni dei diritti fondamentali all'integrità della persona e alla salute delle donne e delle bambine”.
Nel 2008 fu nuovamente eletto nella XVI legislatura alla Camera dei deputati per il PdL nella circoscrizione Lazio 1.
Fu Vice Presidente della Giunta delle Autorizzazioni della Camera dei deputati, Presidente del Consiglio di Giurisdizione della Camera dei Deputati e membro della II Commissione Giustizia della Camera stessa.
Nel 2010 si lamentò alla Camera delle troppe multe inflitte ai deputati dai vigili di Roma, chiedendo l'intervento della Presidenza della Camera presso il Comune di Roma.
Il 30 luglio 2010, a seguito della scissione di Gianfranco Fini dal PdL, abbandonò il Popolo della Libertà aderendo a Futuro e Libertà per l'Italia, collocandosi quindi all'opposizione del governo Berlusconi.
Alle elezioni politiche del 2013 venne ricandidato al Senato della Repubblica, in regione Campania, nella lista Con Monti per l'Italia (in quinta posizione, in quota FLI), risultando tuttavia il terzo dei non eletti.
In occasione del referendum confermativo della riforma costituzionale Renzi-Boschi del 2016 aderì all'associazione Presidenzialisti per il No alla Costituzione truffa.

### Morte
Giuseppe Consolo morì improvvisamente a Roma il 20 luglio 2024 all'età di 75 anni.

## Vita privata
Fu sposato con la principessa Natalija Nikolaevna Romanoff, figlia del principe Nicola Romanovič Romanov, pretendente al trono russo fra il 1992 e il 2014, e della contessa Sveva della Gherardesca.
Ebbe due figli: l'attrice Nicoletta Romanoff e il figlio Enzo Manfredi (nato nel 1976), morto suicida a 21 anni.

## Altri incarichi
- Ideatore e conduttore del programma televisivo Rai "Dentro la Giustizia"
- Vicepresidente e successivamente presidente della Banca Nazionale Delle Comunicazioni, fino al 1995.
- Consigliere di amministrazione e Sindaco in numerose aziende italiane fra cui Alfa Romeo, Banca Nazionale del Lavoro (BNL), Efibanca, Alitalia.
- Fondatore del movimento della Società Civile "I Magnifici Cento".

## Opere
- Aspetti pubblicistici e privatistici del Mutuo di Scopo, Cedam, 1990
- La sfiducia ad un singolo ministro nel quadro dei poteri di indirizzo e controllo del parlamento, Giuffrè, 1999
- Attacco al Papa. Ecco la verità, Koinè, 2017